# Karaisalı
Karaisali là một huyện thuộc tỉnh Adana, Thổ Nhĩ Kỳ. Huyện có diện tích 1527 km² và dân số thời điểm năm 2007 là 28740 người, mật độ 19 người/km².